# Lillpensor
Lillpensor är en ö i Finland. Den ligger i Skärgårdshavet och i kommunen Pargas i den ekonomiska regionen  Åboland i landskapet Egentliga Finland, i den sydvästra delen av landet. Ön ligger omkring 46 kilometer sydväst om Åbo och omkring 190 kilometer väster om Helsingfors.
Öns area är 1,7 kvadratkilometer och dess största längd är 1,7 kilometer i sydöst-nordvästlig riktning. Ön höjer sig omkring 40 meter över havsytan. Förbindelsebåten Fiskö, som utgår från Verkan på Korpo och som tar två personbilar, kör på beställning till Lillpensor alla dagar i veckan.